# Cinto Euganeo
Cinto Euganeo (velenceiül Sinto Eugàneo) település Olaszországban, Veneto régióban, Padova megyében. Lakosainak száma 1906 fő (2023. január 1.). Cinto Euganeo Baone, Galzignano Terme, Lozzo Atestino és Vo’ községekkel határos.

## Népesség
A település lakossága az elmúlt években az alábbi módon változott:
| Lakosok száma | 1979 | 1973 | 1906 |
|               | 2017 | 2018 | 2023 |